# Santa Catarina (Santiago)

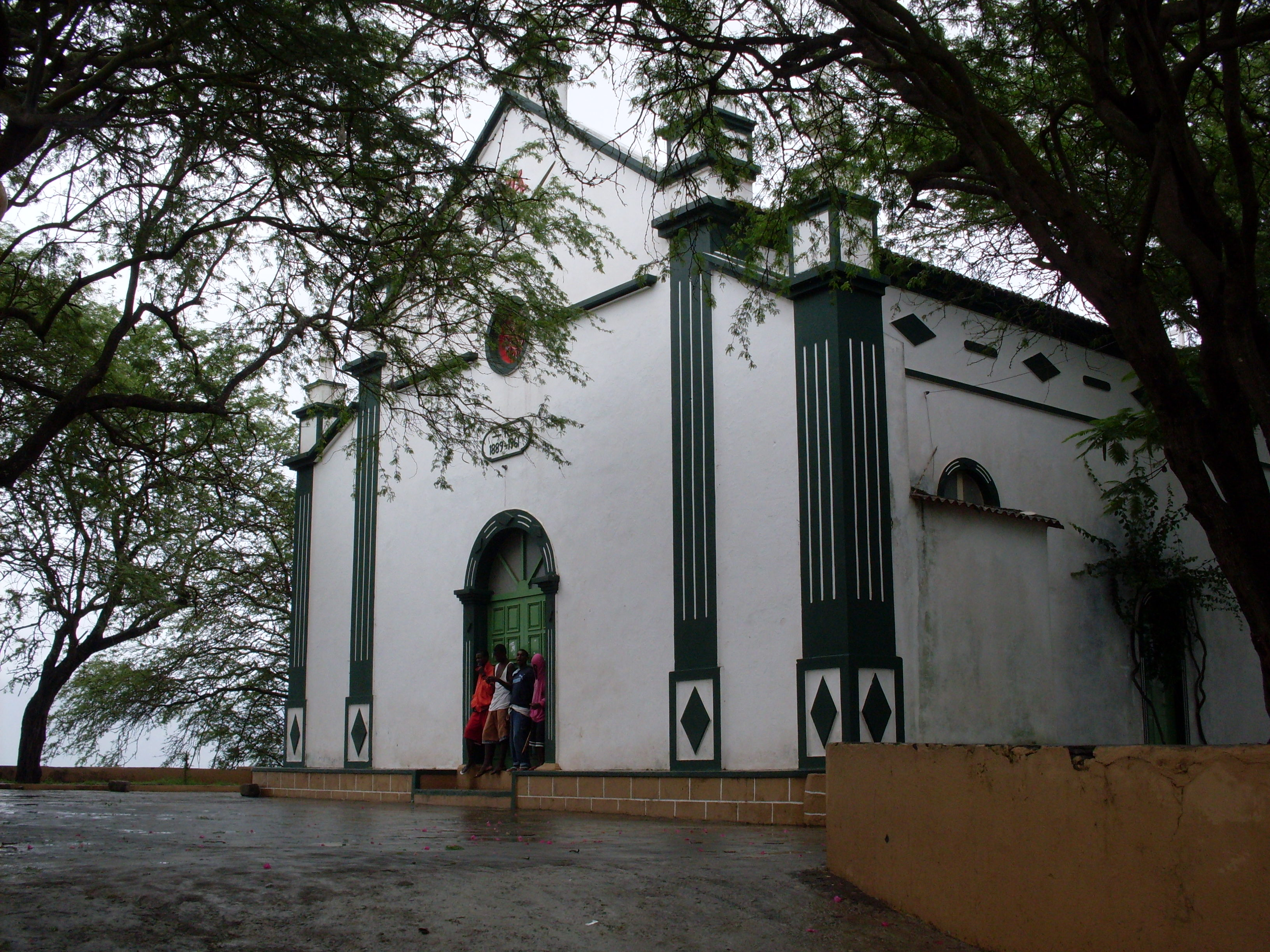
Igreja de Santa Catarina, em Achada Falcão.

Santa Catarina é uma freguesia de Cabo Verde. Pertence ao concelho de Santa Catarina e à ilha de Santiago. A sua área coincide com a Paróquia de Santa Catarina, e o feriado religioso é celabrado a 25 de novembro, dia de Santa Catarina.

## Estabelecimentos
- Achada Galego (pop: 865)
- Achada Gomes (pop: 743)
- Achada Lazão (pop: 2)
- Achada Leite (pop: 142)
- Achada Lém (pop: 2 088)
- Achada Ponta (pop: 195)
- Achada Tossa (pop: 742)
- Aguas Podres (pop: 205)
- Arribada (pop: 286)
- Assomada (pop: 12 332)
- Banana Semedo (pop: 428)
- Boa Entrada (pop: 1 119)
- Boa Entradinha (pop: 637)
- Bombardeiro (pop: 914)
- Chã de Lagoa (pop: 381)
- Chã de Tanque (pop: 1 164)
- Charco (Cabo Verde) (pop: 266)
- Cruz Grande (pop: 798)
- Entre Picos (pop: 411)
- Entre Picos de Reda (pop: 412)
- Figueira das Naus (pop: 1 157)
- Fonte Lima (pop: 894)
- Fonteana (pop: 747)
- Fundura (pop: 1 070)
- Furna (pop: 433)
- Gamchemba (pop: 107)
- Gil Bispo (pop: 998)
- Japluma (pop: 546)
- João Bernardo (pop: 317)
- João Dias (pop: 546)
- Junco (pop: 336)
- Librão (pop: 391)
- Lugar Velho (pop: 10)
- Mancholy (pop: 903)
- Mato Baixo (pop: 488)
- Mato Gege (pop: 704)
- Mato Sancho (pop: 414)
- Palha Carga (pop: 978)
- Pata Brava (pop: 197)
- Pau Verde (pop: 256)
- Pedra Barro
- Pingo Chuva (pop: 505)
- Pinha dos Engenhos (pop: 650)
- Ribeira da Barca (pop: 2 317)
- Ribeira Riba, ou Ribeira Acima (pop: 192)
- Ribeirão Isabel (pop: 409)
- Ribeirão Manuel (pop: 1 086)
- Rincão ou Porto Rincão (pop: 1,048)
- Saltos Acima (pop: 105)
- Sedeguma  (pop: 122)
- Serra Malagueta (pop: 572)
- Tomba Touro (pop: 82)